# 捷斯尼夫卡 (盧吉尼區)
51°1′24″N 28°20′39″E / 51.02333°N 28.34417°E
捷斯尼夫卡（烏克蘭語：Теснівка），是烏克蘭北部的村莊，隸屬日托米爾州的科羅斯滕區。該村面積0.57平方公里，海拔高度194米，2001年人口143，人口密度每平方公里250.88人。